# Флора Кине
Флора Кине  подразумева комплекс свих биљних врста на подручју  ове  по пространству и броју становика велике земље, које чине њен инвентар (списак) биљних врста сложен по одређеном, најчешће филогенетском принципу.  Кина се по високој биолошкој разноликости и бројности  васкуларних биљака сврстава мећу 17 земаља света са преко 32.000 јединики, и трећом земљом са највећом биолошком разноликошћу на свету, одмах иза Бразила и Колумбије.
Разноликост биљних врста у Кини не смо да је изванредан већ и многобројнији. То илуструје чињеница - да готово са скоро истом географском површином као што је континентални део Сједињених Америчких Држава, Кина има скоро двоструко више биљних врста,  или осмину укупног броја  биљних врста света (32.000), или 30%  више, у поређењу са само 20.000 врста колико заједно имају САД и Канада. заједно. Овај број укључује и око 8.000 врста лековитих и економски значајних биљака и око 7.500 врста дрвећа и грмља.

## Историја
Једна од првих европских књига о природи источне Азије, Флора Кине, објављена је 1656. године као резултат посете Кини језуитског монаха Михала Боима. Европски ботаничари који су добили прилику да редовно проучавају флору Кине пре више од 200 година, као први истраживачи, били су фасцинирани разноликошћу, бројношћу и лепотом кинеских биљака.
Од краја 1930-тих до 1949, Кина је углавном била неприступачна и западним и кинеским ботаничарима због рата са Јапаном и унутрашњих промена власти. У таквим историјским условима подаци о величини и сложености кинеске флоре резултовало је малим бројем ботаничким студијама тако да у овој области света флора није била обрађена на свеобухватан начин.
Од 1949. године, међутим, стабилизацијом политичке ситуације у Кини и све већим нагласком на значај основних биолошких истраживања од стране кинеске владе, јавља се и велико интересовање заједнице ботаничара за кинеску флору, које се  задржало све до данас. Пре пројекта Флора Кине, позајмљивање примерака, посебно појединих врста, из кинеских хербаријума није било могуће.
Све се променило након најновијег свеобухватног резиме вегетације Кине - када је међународни тим научника радећи на заједничком пројекту, након тога објавио капитално дело под називом „Флора Кине“ (Flora of China) 2013. године. 
Научници на Западу у 21. веку могу да примају примерке, укључујући врсте из кинеске хербаријума. Па је тако нпр. научна размена,  омогућила Ботаничкој башти у Мисурију  да преузме од Кине око 800.000 примерака, укључујући и 100.000 прикупљених 1930-тих година са станишта која су касније уништена. Поред тога, 1995. године  су по први пут  кинеске биљке, нпр. четинара Cathaya argyrophylla, донети на запад.
Након кинеске објављена је и енглеска ревизија дела Flora Republicae Popularis Sinicae (FRPS), у коме је приказана таксономија која одражава актуелно разумевање сваке групе. Низ породица је приказан по измењеном Енглеровом систем (Адолф Енглер), и сличан је оном који се користи у FRPS; међутим, обим неких породица захтева садашње разумевање група. Намера аутора је била да се покрију све васкуларне биљке Кине, са описима, идентификационим кључевима, синонимима од значаја, фенологијом, провинцијалном дистрибуцијом у Кини, кратким поменима иностране дистрибуције, те белешкама о опсегу проблематичних таксона.

## Значај флоре Кине за изучавање прошлости
На основу ових и бројних истраживања дошло се до закључка да је Кина једина држава на Земљи у којој постоје непрекинуте везе између тропских, суптропских, умерених и бореалних шума. Ова непрекинута веза довела је до стварања богатих биљних удружења која се ретко виђају другде у свету. Многи родови биљака који су познати само из фосилних записа у Северној Америци и Европи  у Кини су представљени живим члановима. Кина такође има најразноврснију флору било које земље у северном или умереном појасу на Земљи.
Иако копнена Кина и континентални део Сједињених Америчких Држава деле заједничку ширину и копнене површине сличне величине, а клима им је у већини ова два региона такође слична, посебно у источним половинама, многе биљне врсте које су некада биле распрострањене на читавој северној хемисфери уништене су глацијацијом у Северној Америци, али су преживеле у Кини. Скоро 120 родова разврстаних у 60 породица биљака раздвајају популације у источној Азији и умереној Северној Америци, реликтима некада раширене флоре.
У том контексту треба схватити велико интересовање за изучавање кинеске флоре које је од суштинског значаја за разумевање флористичког састава и тумачење фосилних записа Европе, Северне Америке и умерене Азије.
Многи родови (нпр Ginkgo, Metasequoia glyptostroboides, Pseudolarix, Cercidiphyllum) који су познати само из фосилних записа у Северној Америци и Европи, постоје у Кини. Metasequoia glyptostroboides је један од најпознатијих примера таксона који су некада били широко распрострањени, али сада имају врло ограничену дистрибуцију. Овај род је први пут био познат само из фосилних остатака и сматрало се да је (Sequoia), све до 1948. године, када су га ботаничари препознали као нови род (Metasequoia) , кад су у централној Кини откривена  жива стабала. Овај род, који је некада покривао Азију, Европу и Северну Америку, данас у дивљини представља само око 5.000 јединки у Кини. Гајена стабла ван Кине настала су из семена послатог на Запад 1947. године, укључујући неке од њих које цветају у ботаничкој башти широм света као елегантни подсетници на заједничку прошлост  деле флоре Азије, Европе и Северне Америке.
- Реликтне врсте Кине
- Ginkgo biloba
- Metasequoia glyptostroboides
- Cercidiphyllum
- Pseudolarix (фосил)

## Географске одлике
Географски позиционирана између две главне екозоне на земљи: Палеоарктичке и Индомалајске,  Кина поседује в велику тополошку и климатску разноликост рељефа. То је у Кини створило широк спектар природних врста вегетације, и на тој основи с једне стране омогућили да се кроз еволуцију развије и велика разноликост животињског света, а са друге стране омогућило је животињама да преживе оне врсте које су другде изумрле.
Дивљи свет у Кини дели станиште и подноси акутни притисак највеће светске популације Хомо сапијенса. Најмање 840 животињских врста је у Кини угрожено, рањиво или у опасности од локално истребљења, углавном због људске делатности као што су уништавања природних станишта, загађење и криволов због исхране, крзна и састојака за традиционалну кинеску медицину. Угрожени дивљи свет је заштићен законом, а од 2005. године земља има преко 2.349 природних резервата, који покривају укупну површину од 149,95 милиона хектара, 15% укупне копнене површине Кине. Потврђено је да је кинески риечни делфин изумро 12. децембра 2006. године.
Зашто је Кина тако богата биљном разноликошћу?
На разноликости и мешање тропских и умерених биљака у Кини доприносе следећи географски фактори:
- утицај непремостивих топографских баријера, попут великих делова пустиње, између тропског, умереног и субалпског појаса;
- системи ветра који се смењују зими и лети;
- честа појава циклона.

Кина је једино место на Земљи где постоји непрекинута веза између тропских, суптропских, умерених и бореалних шума. Овај вегетативни континуум резултовао је асоцијацијама биљака које се ретко виђају у другим деловима света. Многе биљне врсте које су некада биле широко распрострањене на северној хемисфери, уништене су глацијацијом у Северној Америци, али су преживеле у Кини. Скоро 120 родова у 60 породица биљака раздвајају популације у источној Азији и умереној Северној Америци, реликтима некада раширене флоре.

## Карактеристике флоре Кине
Вегетацијски покривач Кине одликује се великом разноликошћу и богатством облика, укључује више од 32.000 врста васкуларних биљака које расту у свим климатским зонама Кине, што је готово једна осмина од укупног броја познатих биљних врста, укључујући и хиљаде врста ендемичних за континенталну Кину.
Кина је дом је разних типова шума. Хладне четинарске шуме преовлађују на северу земље, и оне су дом за животињске врсте попут лоса и азијског црног медведа, заједно са преко 120 врста птица. Подножје влажних четинарских шума може садржати непроходне бамбусе.
У вишим планинским крајевима налазе се клека и тиса, а бамбусе замењују рододендрони. Суптропске шуме, које доминирају средњом и јужном Кином, дом су за 146.000 врста биљака. Тропске и сезонске кишне шуме, иако ограничене на острва Јунан и Хајнан, садрже четвртину свих животињских и биљних врста у Кини.
Кина има преко 10.000 забележених врста гљива, а међу њима је готово 6.000 виших гљива.
Велика тополошка и климатска разноликост Кине створила је широк спектар природних врста вегетације. Укупан број семенских биљних врста у земљи је приближно 30.000, што представља око 2.700 родова; а више од 200 ових родова су ендемити Кине.
Ако се, на пример, упореди вегетација провинције Хеилонгјианг на северу и провинције Гуангдонг на југу, тешко да је могуће пронаћи једну заједничку биљну врсту, са изузетком одређених корова. С друге стране, у зони тајге (бореалне шуме) кинеског северног пограничног региона или у високим планинама постоји много биљних врста које се такође налазе у земљама унутар арктичког круга, док у кинеским тропским пределима постоје врсте које такође расту јужно од Екватора.
У Кини расте око 2.500 врста шумског дрвећа, укључујући око 95% познатих врста широколистног дрвећа. Многа од ових стабала су од економског значаја, као што су тунгово дрво, дрвеће камфора, дрвеће лакова ( Рхус верницифлуа ), звездасти анис (који даје уље које се користи као додатак за ароматизацију) и сјајна бировина ( Лигуструм луцидум ).
Са еколошког становишта, тропске шуме Јужне Кине углавном се не разликују у великој мери од оних у Индонезији и другим земљама југоисточне Азије, а пустињска и степска вегетација северозападне Кине блиско је слична оној која се налази у Монголији или Казахстану. Док су терени кинеске тајге пограничног подручја уз Русију у основи је исти као и они у Сибиру.
У Кини практично постоје све врсте природне вегетације аутохтоне северне хемисфере, изузетак су врсте поларне тундре. Уз обале Јужнокинеског мора налазе се мочваре мангрова; прашуме на острву Хаинан и на југу Јунана ; и пустиње, степе, ливаде и саване на другим местима, као и региони у којима преовлађују тропске и умерене четинарске и зимзелене и листопадне широколисне биљке.
По природи флоре и фауне, Кина је прилично јасно подељена на источни и западни део.

#### Подела Кине на вегетацијске зоне
Кина се може поделити - отприлике дуж дијагонале од југозапада до североистока - на две оштро различите вегетационе зоне:
Суви северозападни део
На северозападу преовлађују услови попут пустиње. У њему се налазе пространа подручја ретке вегетације отпорне на сушу; унутар ових подручја, у низинама и депресијама, налазе се мрље биљака отпорних на со, посебно у регионима Јуннгар, Каидам и Гоби. Заобљено на јужној ивици Гобија налази се широк појас травњака .
Влажни југоисточни део
Је тропско подручје, које се граничи са влажним југоистоком, географски је више повезано са југоисточном Азијом.
На савремени вегетацијски покривач на истоку земље снажно је утицала дугогодишња и врло интензивна економска употреба територија. Примарне шуме су очуване углавном у планинским пределима; јер се низије  обрађују готово у потпуности. Упркос томе, флора источне Кине је прилично богата: постоји више од 25 хиљада врста, укључујући многе реликвије преостале из терцијарног периода .
Неколико природних зона смењује се међусобно од севера до југа . На северу, у басену Амура , тајга доминира са бусено-подзолијским земљиштима , у којима доминирају ариш и корејски кедар ; широколисне врсте такође расту међу четинарима . Мешовите (четинарско-листопадне) шуме постепено замењују тајгу при кретању на југ, а на падинама гребена Кинлинг преовлађују храст , липа , јавор и орах .
Јужно од гребена Кинлинг започиње појас суптропских шума, представљен са неколико врста ловора , камелије , магнолије .  Листопадне врсте су бројне у планинским пределима . На крајњем југу, на црвеној земљи и црвено-жуто феритном  земљишту , тропске шуме расту , а на западу Јунан ту су саване .
Западни део земље је монотон по саставу вегетације. Ксерофити доминирају  - па је због вишегодишњих суша пристутно отпорно грмља и жбуње ; вегетацијски покривач је оскудан.
Западни Прихинган је релативно богатији у пејзажима. Према западу (због смањења падавина), високе травнате степе замењују сува степа, полу-пустиња и коначно, права пустиња. У овом делу Кине огромна подручја заузимају покретни пескови и стеновите пустиње , изузетно сиромашне или потпуно лишене вегетације. Од пустиње Алашан до депресије Џунгар , само повремено, у удубљењима и дуж речних долина (у такозваним тугајима ), налазе се мали гајеви разноликих топола и пустињског бреста .
Тибетанску висораван представљају високопланинске хладне пустиње, где се налази врло мали број врста, прилагођених екстра-сушним условима, заједно са јаким ветровима и повећаним сунчевим зрачењем . Само у источном делу високогорја, где клима постаје блажа и влажнија, појављују се планинске ливаде , а ниже на падинама - чак и четинарске шуме .

#### Квантитативни састав
На територији Кине постоји 31.362 врсте васкуларних биљака из 3.328 родова и 312 породица. Нешто мање од половине врста је ендемично .
Од укупног броја врста, 2.129 су папрат и лирес, 237 врста су голосеменице, и 28,995 су цветница Двадестпет највећих (по броју врста) породица чине 62% укупне флоре и укључују 19.494 врсте.
| Назив породице | Број врста |
| -------------- | ---------- |
| Asteraceae     | 2.364      |
| Poaceae        | 1795       |
| Fabaceae       | 1.673      |
| Orchidaceae    | 1.388      |
| Rosaceae       | 950        |
| Ranunculaceae  | 921        |
| Cyperaceae     | 865        |
| Ericaceae      | 826        |
| Lamiaceae      | 807        |
| Liliaceae      | 726        |

Готово четвртина (7.624) од укупног броја врста укључена је у 37 највећих родова, од којих сваки има више од 100 представника кинеске флоре.
Најбогатија је биљном разноликошћу биљака пет провинција: Јунан ( 14.186 ), Сечуан ( 9.383 ), Гуангси ( 6.916 ), Тибет ( 6.756 ), Гуејџоу ( 5.588 ).
Покрајине са највећим бројем ендема су: Сечуан (57,6%), Хубеј (46,1%), Јунан (43,9%), Гуангси (42,4%), Кингхаи (41,5%). Проценат је назначен на броју врста које расте на територији.
Платани у Кини

## Каталогизација биљака Кине
Задатак прикупљања информација о кинеским биљкама је од виталног значаја за биологију као науку. Пре тридесет и пет година кинески научници започели су огроман задатак каталогизације огромног богатства знања о својим родним биљкама. Овај подухват на кинеском језику са 80 књига и 125 свезака завршен је 2004. године. Ово издање има огроман потенцијал за оне који желе да проуче медицинску вредност одређених биљака и врста или да сазнају податке о древним комерцијално вредним биљкама отпорнијих на болести или сушу.
Ажурирани енглески приказ ове флоре, приказан је у капиталном делу  Флоре Кине, који је учинио доступним многобројна знања о флористичком богатству Кине ботаничарима широм света. На доњој табели приказана је једна од систематизација флоре Кине:
| Назив рода                                                        | Број породица |
| ----------------------------------------------------------------- | ------------- |
| Pteridophytes                                                     | 38            |
| Cycadaceae through Fagaceae                                       | 21            |
| Ulmaceae through Basellaceae                                      | 24            |
| Caryophyllaceae through Lardizabalaceae                           | 13            |
| Menispermaceae through Capparaceae                                | 11            |
| Brassicaceae through Saxifragaceae                                | 8             |
| Pittosporaceae through Connaraceae                                | 6             |
| Fabaceae                                                          | 1             |
| Oxalidaceae through Aceraceae                                     | 35            |
| Hippocastanaceae through Theaceae                                 | 18            |
| Clusiaceae through Araliaceae                                     | 33            |
| Apiaceae through Ericaceae                                        | 9             |
| Myrsinaceae through Loganiaceae                                   | 9             |
| Gentianaceae through Boraginaceae                                 | 8             |
| Verbenaceae through Solanaceae                                    | 3             |
| Scrophulariaceae through Gesneriaceae                             | 6             |
| Cucurbitaceae through Valerianaceae са Annonaceae и Berberidaceae | 22            |
| Asteraceae                                                        | 1             |
| Poaceae                                                           | 1             |
| Acoraceae through Cyperaceae                                      | 22            |
| Flagellariaceae through Marantaceae                               | 22            |
| Orchidaceae                                                       | 1             |

## Угроженост и заштита
Дивљи свет у Кини дели станиште и подноси акутни притисак највеће светске популације људи. Најмање 840 врста је угрожено, рањиво или у опасности од локалног изумирања у Кини, углавном због људских активности као што су уништавање станишта, загађење брање биљака за храну и састојке за традиционалну кинеску медицину.  
Хиљадама година до данас Кина се у великој мери ослањала на дрво за изградњу и дрво као гориво. Крчење шума створило је мноштво пустињских подручја на северу и северозападу Кине. Da-Qing-Shan (Big Green Mountain)  изван Hohhot (Nei Mongol or Inner Mongolia)  је пустиња са пукотинама испуњеним ваздухом и ерозијом тла широким више од 10 метара. Некада је на овом простору била густа шума током „периода владавине“ пре само 70 година. Ширење пустиње и смањивање преријског травњака у североисточним провинцијама и Нова Монголија догодили су се током 1970-их када је влада одлучила да травнате површине претвори у земљиште за усеве.
Током састављања кинеске флоре  таксономи су открили да је око 10% (приближно 3.000 врста) од укупног броја свих кинеских врста угрожено. Вероватно је да су неке од њих већ изумрле или су врло ретке и у великој опасности од изумирања, јер се бескрајна сеча шума у Кини и даље наставља.
У циљу заштите овако богатог дивљег света Кина је потписница Конвенције о биолошкој разноликости у Рио де Жанеиру 11. јуна 1992. године. На  основу ковог акта Кина је сачинила Националну стратегију и акциони план за биолошку разноликост, са једном ревизијом која је примљена конвенцијом 21. септембра 2010. године.
Угрожени дивљи свет заштићен је законом, а од 2005. године земља има преко 2.349 резервата природе,  који укупно заузимају површину од 149,95 милиона хектара (578.960 квадратних миља), или око 15 процената укупне површине Кине.   

## Неидентификоване биљке у Кини
Неидентификоване биљке у Хонгконгу